# 銀の長靴
『銀の長靴』（ぎんのぶーつ）は、1967年3月25日に松竹が配給した、市村泰一監督による、由美かおる主演の青春映画である。松竹と西野バレエ団の提携作品でもある。

## あらすじ
玩具屋で万引きしようとした的場太郎は店員の西田に見つかるが、謝るどころか、かえって居直る始末だった。この騒動をおさめ、太郎の万引きした代金を支払ったのはバレリーナの有木久美であった。なおも居座りを続ける太郎に手を焼いた西田は仕方なく下宿先に連れ帰った。西田の下宿の居心地がよくなった太郎は、狭いだるま船で水上生活を営む両親や弟妹たちに遠慮して、船に帰ろうとせず西田の下宿に居続けるのだった。こうした親兄弟を想う太郎に心うたれた西田は、しばらく彼の面倒を見る旨を太郎の両親に伝えた。ところが太郎はそのうちに仲間を連れてきては部屋を荒らすようになり、困った西田は彼を友人のチンドン屋に預けることにした。しかし、ここでも近所から苦情が出る始末となり、ついに太郎は町をうろつく孤独な少年になった。ある日、太郎はいつか彼を助けてくれた久美を思い出し、彼女の家を訪れた。歓迎された彼はその夜フカフカのベッドに寝かされ、楽しい夢を見るのだった。だが余りにもかけ離れた生活になじめず、再び町に飛び出して行き、悪童たちの仲間に入っていった。頭目の石井は、子供たちを当たり屋に使って示談金と慰謝料をせしめていた。太郎のことを心配した久美は、遊び場のない子供たちのためにチャリティー・ショーをやって“子供の家”を建設しようとバレエ団長の東野に申し出た。ショーは成功したが以前から久美の車を狙っていた石井の当たり屋のため、ショーの入場料をまき上げられてしまった・・・。

## 出演者
- 有木久美：由美かおる
- 花井光子：香山美子
- 西田一男：二瓶十久也
- 的場太郎：頭師佳孝（東宝）
- 山本幸吉：谷幹一
- 山本とみ：千之赫子
- 有木俊介：十朱久雄
- 有木操：三宅邦子
- 的場良平：藤原釜足
- 的場孝江：清川虹子
- 的場市子：柴田美保子
- 坂田正：南都雄二
- 蝶子：ミヤコ蝶々
- 吉田茂夫：三波伸介
- 池田勇作：戸塚睦夫
- 佐藤栄太：伊東四朗
- ハル子：桜京美
- 木村幸平：大村崑
- 砂川隆：砂塚秀夫
- 東野真三：山内明
- バレリーナ：原田糸子
- 松波のり子：奈美悦子
- 原道子：沢あい子
- 石井潔：長谷川明男
- 石井みどり：佐藤チカ
- 医師：高野真二

## スタッフ
- 監督：市村泰一
- 脚本：桜井義久
- 製作：斎藤次男
- 撮影：小杉正雄
- 美術：芳野尹孝
- 音楽：小川寛興
- 録音：鈴木正男
- 照明：佐久間丈彦
- 編集：寺田昭光
- スチール：赤井博且

## 音楽
- 挿入歌
「レモンとメロン」作詞：水島哲、作曲：浜口庫之助　歌：由美かおる

## 放送
- 2023年11月2日、衛星劇場の「まぼろしの蔵出し映画館」枠でTV初放送された[3]。